# Cepeda
Cepeda – gmina w Hiszpanii, w prowincji Salamanka, w Kastylii i León, o powierzchni 10,73 km². W 2011 roku gmina liczyła 377 mieszkańców.